# Suhrkamp Verlag

logo

Suhrkamp Verlag is een Duitse uitgever.
Suhrkamp verlag werd in 1950 opgericht en is in het algemeen erkend als een van de toonaangevende Europese uitgevers van literatuur. In januari 2010 is het hoofdkantoor van het bedrijf verhuisd van Frankfurt am Main naar Berlijn. In 1981 werd het Insel Verlag een onderdeel van het Suhrkamp Verlag. 
Het bedrijf werd opgericht door Peter Suhrkamp, die ook het vermaarde S. Fischer Verlag in 1936 had opgericht. Suhrkamp werd in 1944 door de Gestapo gearresteerd, maar overleefde het concentratiekamp. Nadat hij in 1950 zijn eigen uitgeverij had opgericht volgde hij de raad van Hermann Hesse op en verliet hij uitgeverij Fischer. Een meerderheid van de schrijvers van Fischer Verlag volgde hem. Onder de eerste auteurs waarvan hij werk publiceerde, waren Rudolf Alexander Schröder, Hermann Kasack, T.S. Eliot, George Bernard Shaw en Bertolt Brecht. Tegenwoordig wordt door de uitgeverij ook werk van de Nederlandse auteurs uitgegeven, van: Gerbrand Bakker, Harry Mulisch, Cees Nooteboom en A.F.Th. van der Heijden.
Siegfried Unseld trad in 1952 tot de onderneming toe. Hij werd in 1957 mede-eigenaar en de uitgever na de dood van Suhrkamp in 1959. Unseld leidde Suhrkamp Verlag tot zijn eigen dood in 2002.  
Sinds de dood van Unseld is de leiding van de uitgeverij in handen van zijn weduwe Ulla Berkéwicz. Suhrkamp Verlag telt 140 medewerkers en heeft een jaaromzet van ongeveer 40 miljoen euro. 
- Dit artikel of een eerdere versie ervan is een (gedeeltelijke) vertaling van het artikel Suhrkamp Verlag op de Duitstalige Wikipedia, dat onder de licentie Creative Commons Naamsvermelding/Gelijk delen valt. Zie de bewerkingsgeschiedenis aldaar.